# Guere
Guere (Gere), auch genannt Wee (Wè), ist eine Krusprache, die von über 300.000 Personen aus der Volksgruppe der Weh in den Regionen Dix-Huit Montagnes und Moyen-Cavally in der Elfenbeinküste gesprochen wird.

## Phonologie
Die Phonologie des Guere (hier der Zagna-Dialekt des of Zentral-Guere / Südliches Wee) ist typisch für die Niger-Kongo-Sprachfamilie.

### Konsonanten
Die Konsonantenphoneme sind wie folgt:
|                       | Bilabial | Bilabial | Labiodental | Labiodental | Labiovelar | Labiovelar | Alveolar | Alveolar | Palatal | Palatal | Velar | Velar | Labialisiert velar | Labialisiert velar |
| --------------------- | -------- | -------- | ----------- | ----------- | ---------- | ---------- | -------- | -------- | ------- | ------- | ----- | ----- | ------------------ | ------------------ |
| Plosive               | p        | b        |             |             | k͡p         | ɡ͡b         | t        | d        | c       | ɟ       | k     | ɡ     | kʷ                 | ɡʷ                 |
| Implosive             |          | ɓ        |             |             |            |            |          |          |         |         |       |       |                    |                    |
| Nasale                |          | m        |             |             |            |            |          | n        |         | ɲ       |       |       |                    |                    |
| Frikative             |          |          | f           | v           |            |            | s        | z        |         |         |       |       |                    |                    |
| Lateraler Approximant |          |          |             |             |            |            |          | l        |         |         |       |       |                    |                    |
| Approximante          |          |          |             |             |            |            |          |          |         | j       |       |       |                    | w                  |

Allophone einiger dieser Phoneme sind:
- [k͡m] ist ein Allophon von /k͡p/ vor Nasalvokalen
- [ŋ͡m] ist ein Allophon von /ɡ͡b/ vor Nasalvokalen
- [ŋʷ] ist ein Allophon von /⁠w⁠/ vor Nasalvokalen
- [⁠ɗ⁠] ist ein Allophon von /⁠l⁠/ in wort-initialen Positionen
- [⁠r⁠] ist ein Allophon von /⁠l⁠/ nach einem koronalen Konsonanten (alveolar oder palatal)

### Vokale
Wie viele westafrikanischen Sprachen macht das Guere eine Unterscheidung zwischen Vokalen mit den sogenannten advanced tongue root und denen mit retracted tongue root. Zusätzlich stehen Nasalvokale im phonemisch Gegensatz zu Oralvokalen.
|                   | Oral   | Oral  | Nasal  | Nasal |
| Front             | Hinten | Front | Hinten |       |
| ----------------- | ------ | ----- | ------ | ----- |
| Geschlossen (ATR) | i      | u     | ĩ      | ũ     |
| Geschlossen (RTR) | ɪ      | ʊ     | ɪ̃      | ʊ̃     |
| Mitte (ATR)       | e      | o     |        | õ     |
| Mitte (RTR)       | ɛ      | ɔ     | ɛ̃      | ɔ̃     |
| Offen (RTR)       |        | a     |        | ã     |

### Tonstufen
Guere ist eine Tonsprache und unterscheidet zehn verschiedene Töne:
| Tonstufe             | IPA | Beispiel | Glosse             |
| -------------------- | --- | -------- | ------------------ |
| Tief                 | ˩   | ɡ͡ba˩     | "auseinanderjagen" |
| Mitte                | ˧   | ɡ͡ba˧     | "zerstören"        |
| Hoch                 | ˦   | mɛ˦      | "sterben"          |
| Höher                | ˥   | ji˥      | "voll"             |
| Tief-hoch steigend   | ˩˦  | ɡ͡bla˩˦   | "Hut"              |
| Tief-höher steigend  | ˩˥  | k͡plɔ̃˩˥   | "Banane"           |
| Mittel-hoch steigend | ˧˦  | ɓlo˧˦    | "Mauer"            |
| Hoch-höher steigend  | ˦˥  | de˦˥     | "Jüngerer Bruder"  |
| Hoch-tief fallend    | ˦˩  | ɡ͡ba˩a˦˩  | "goat"             |
| Mittel-tief fallend  | ˧˩  | sre˧˩    | "Penis"            |